# Burmoniscus bicolor
Burmoniscus bicolor is een pissebed uit de familie Philosciidae. De wetenschappelijke naam van de soort is voor het eerst geldig gepubliceerd in 2000 door Nunomura.